# 알렉산드르 노비코프
알렉산드르 알렉산드로비치 노비코프(러시아어: Алекса́ндр Алекса́ндрович Но́виков, 1900년 11월 16일~1976년 12월 3일)는 제2차 세계 대전 당시 소련 공군의 공군 총원수를 맡은 인물이다. "어두운 날들을 거치며 오늘날의 주목을 받게 된 붉은 공군을 조종한 사람", "전술 공군의 달인"으로 칭송받으며, 노비코프는 소비에트 연방영웅을 비롯한 여러 훈장을 받았다.
재능 있는 공군 사령관이자 소련군의 주요 지도자 중 한 명인 노비코프는 제2차 세계 대전 동안 소련 공군의 거의 모든 공적에 관여했고 소련 공군의 지휘와 통제, 공중 전투 기술의 발전의 최전선에 있었다. 제2차 세계 대전이 끝난 후, 노비코프는 소련 공산당 중앙위원회 정치국의 명령에 의해 체포되었고, 내무인민위원부의 수장인 라브렌티 베리야는 음모에 게오르기 주코프 원수가 연루되었다고 자백하라고 노비코프에게 강요했다. 1953년 스탈린이 사망할 때까지 노비코프는 수감되었으며, 수감 이후에 복직된 다음에는 1958년까지 공군원수를 지냈다. 1958년 은퇴한 노비코프는 항공전자공학 교사와 작가가 되었다.

## 어린 시절 및 군 경력
노비코프는 코스트로마주 네레흐타 인근의 크류코보에서 태어났다. 1919년 그는 붉은 군대의 보병이 되었고, 1920년에는 당원이 되었다. 노비코프는 러시아 제7군 384연대에서 복무했고, 1921년 3월 크론시타트 반란 진압을 도왔으며, 1922년 캅카스에서 반게릴라전이 벌어지는 동안 소대장으로 복무했다. 1930년 미하일 프룬제 군사 대학을 졸업한 노비코프는 1933년 공군으로 이직하였고, 1935년 경폭격기 중대를 지휘할 때까지 작전참모장을 지냈다.
노비코프는 1937년에 당과 군대에서 추방당했지만, A. I. 메지스 벨라루스 군관구 위원에 의해 복직했고, 그 대신 메지스가 체포되었다. 1939년부터 1940년까지 겨울 전쟁에 참전하기 전까지 노비코프는 레닌그라드 군관구의 공군 참모총장을 지냈다. 그는 전쟁에서 복무한 공로로 소장으로 진급하여 레닌 훈장을 받았다. 노비코프는 독일이 소련을 침공하기 전까지 레닌그라드 군관구 공군을 지휘했다.

## 제2차 세계 대전
1941년 6월 25일부터 6월 30일까지 러시아군이 나치 독일에 점령당했을 때, 노비코프와 레닌그라드 공군은 진격하는 독일군에 대한 여러 차례의 공습에 참여하여 독일군 항공기 130대에 피해를 입혔다. 이 시기에 노비코프는 지휘 능력과 혁신, 특히 폭격기 비행을 조정하기 위한 무전기 사용으로 유명했다. 1941년 7월, 레닌그라드 공군 외에 북부 전선, 북서부 전선, 발트 함대의 공군까지 노비코프의 지휘권에 편입되었고, 독일군이 레닌그라드에 접근하자 노비코프와 그의 군대는 16,567번 출격을 했다.
노비코프는 1942년 2월부터 4월 11일까지 공군 사령관의 제1대리직을 잠시 맡았다. 그 후 그는 소련 공군을 재편성하기 시작할 수 있었던 직위이자 항공을 위한 소련 인민국방위원회 공군 부위원장인 소련 붉은 공군의 사령관이 되었다. 노비코프는 특히 공군 내 별도의 사단 및 부대의 창설과 최전방 부대의 작전 조정 개선을 위해 노력했다. 스탈린그라드 전투에서 노비코프는 게오르기 주코프와 이오시프 스탈린에게 소련 공군이 계획된 반격을 할 준비가 되어 있지 않다고 주장하며 둘을 성공적으로 설득했다. 상당한 기간의 개발 후, 노비코프는 스탈린그라드에서 독일군을 완전히 공중봉쇄하고, 독일군 비행기 1,200대를 파괴했다.
쿠르스크 전투에서 노비코프는 성형작약탄, 야간 전투기, 지상 공격기와 같은 새롭고 혁신적인 전술을 도입했다. 쾨니히스베르크 전투에서 노비코프 휘하의 2,500대의 전투기가 붉은 군대에 제공되었고, 노비코프는 낮은 수준의 중야 폭격기를 사용할 것을 권고했다. 1944년 6월 24일, 노비코프는 소비에트 연방영웅이 되었고, 미국은 그에게 훈공장을 수여했다. 노비코프는 일본에 대항하기 위해 태평양 지역으로 이동했고, 소련-일본 전쟁에서의 공적을 인정받아 1945년 두 번째로 소비에트 연방영웅을 수여받았다.

## 전쟁 이후
1946년 1월 16일, 노비코프는 스탈린에게 현대 소련 공군과 그것을 공급할 산업의 토대를 마련할 계획을 제출했다. 그러나 1946년 4월 22일 노비코프는 그의 직위와 훈장을 박탈당하고 체포되었다. 노비코프가 체포된 이유는 포츠담 회담에서 미국이 소련보다 더 나은 정찰기를 가지고 있다는 것이 밝혀졌기 때문이다. 1946년 5월 4일부터 5월 8일까지 라브렌티 베리야는 주코프를 연루시킨 자백서를 정치국에 제출했다. 군사 대학은 노비코프를 재판했고, 노비코프는 노동 수용소에서 15년형을 선고받았다.
1953년 6월 29일에 석방되었고, 스탈린 사후 6년 만에 소련 공군 총원수로 복귀했다. 노비코프는 새로운 제트기와 핵무기를 사용하여 미국과 미래의 전쟁을 벌일 계획을 세웠지만 탄도 미사일을 선호한 니키타 흐루쇼프는 이 제안을 거절했다. 1958년에 은퇴한 후, 노비코프는 레닌그라드에 있는 고등민간항공학교의 교장이 되겠다는 제안을 받아들였다. 그는 교수가 되었고 1961년 노동적기훈장을 받았다. 은퇴 후, 노비코프는 새로운 소련 공군 조종사들을 교육하는 데 사용된 항공과 전쟁에 관한 많은 저서를 썼다. 1976년 12월 3일, 노비코프는 76세의 나이로 사망하였다.

## 주요 훈장
소련
|  | 소비에트 연방영웅, 2회(№ 7277 - 1945년 4월 17일) (№ 77 - 1945년 9월 8일)  |
|  | 레닌 훈장, 3회 (1940년 5월 17일, 1945년 2월 21일, 1945년 4월 17일)        |
|  | 적기훈장, 3회 (1941년 10월 22일, 1944년 11월 3일, 1953년 11월 3일)        |
|  | 수보로프 훈장 1급, 3회 (1943년 2월 28일, 1944년 6월 1일, 1944년 8월 19일) |
|  | 쿠투조프 훈장 1급 (1944년 7월 29일)                                       |
|  | 노동적기훈장 (1961년 9월 15일)                                            |
|  | 적성훈장, 2회 (1967년 10월 28일, 1968년 2월 22일)                         |
|  | 스탈린그라드 방어 메달 (1942)                                             |
|  | 캅카스 방어 메달 (1944)                                                   |
|  | 모스크바 방어 메달 (1944)                                                 |
|  | 레닌그라드 방어 메달 (1942)                                               |
|  | 쾨니히스베르크 점령 메달 (1945)                                           |
|  | 바르샤바 해방 메달 (1945)                                                 |
|  | 베를린 점령 메달 (1945)                                                   |
|  | 1941-1945 대조국전쟁 대독일 승리 메달 (1945)                              |
|  | 대일전 승리 메달 (1945)                                                   |
|  | 1941-1945 대조국전쟁 대독일 승리 20주년 기념 메달 (1965)                  |
|  | 1941-1945 대조국전쟁 대독일 승리 30주년 기념 메달 (1975)                  |
|  | 블라디미르 일리히 레닌 탄생 100주년 기념 메달 (1969)                      |
|  | 노농적군 20주년 기념 메달 (1938)                                          |
|  | 소련 육군 및 해군 창군 30주년 기념 메달 (1948)                            |
|  | 소련군 창군 40주년 기념 메달 (1958)                                       |
|  | 소련군 창군 50주년 기념 메달 (1968)                                       |
|  | 모스크바 800주년 기념 메달 (1947)                                         |
|  | 레닌그라드 250주년 기념 메달 (1957)                                       |
|  | 소련군 참전용사 메달 (1976)                                               |

해외
|  | 레지옹 도뇌르, Grand Officer (프랑스)               |
|  | 전쟁 십자훈장 (프랑스)                              |
|  | 몽골 적기훈장 (몽골 인민공화국)                     |
|  | 몽골 군 훈공장                                      |
|  | 몽골 인민혁명 50주년 기념 메달 (몽골 인민공화국)    |
|  | 몽골 인민군 창군 60주년 기념 메달 (몽골 인민공화국) |
|  | 훈공장 총사령관 (미국)                              |

## 참고 문헌
- Kerr, Walter (2005). 《The Russian Army: Its Men, Its Leaders and Its Battles》. ISBN 1-4191-5221-1.
- Kurowski, Franz (2004). 《Luftwaffe Aces: German Combat Pilots of World War II》. ISBN 0-8117-3177-4.
- Lauterbach, Richard Edward (1945). 《These are the Russians》.
- MacCauley, Martin (1997). 《Who's Who in Russia Since 1900》. ISBN 0-415-13897-3.
- Parrish, Michael (2004). 《Sacrifice of the Generals: Soviet Senior Officer Losses, 1939–1953》. ISBN 0-8108-5009-5.
- Taylor, Brian D. (2003). 《Politics and the Russian Army: Civil-military Relations, 1689–2000》. ISBN 0-521-01694-0.